# Тур де л’Од феминин 1986
Тур де л’Од феминин 1986 — шоссейная многодневная велогонка по территории Франции. Гонка прошла с 3 по 8 мая 1986 года.
Победу одержала американская велогонщица Филлис Хайнс. Француженка Виржиния Лафарг и советская представительница Алла Яковлева заняли, соответственно, второе и третье места. В очковой классификации лучшей стала советская представительница Алла Яковлева, в горной — итальянка Имельда Кьяппа.

## Участники
| Национальные сборные (10)- США - Франция - СССР - Швеция - Италия - Канада - Норвегия - Великобритания - Швейцария - Китай |
| |

| Легенда    | Легенда                                                 |
| ---------- | ------------------------------------------------------- |
| (RR и ITT) | Чемпион мира, континента, страны с указанием дисциплины |
| №          | Стартовый номер                                         |
| Место      | Итоговое место                                          |
| DNF        | Не финишировал                                          |
| OTL        | Не попал в лимит времени                                |
| DNS        | Не стартовал                                            |
| DSQ        | Дисквалифицирован                                       |

| Великобритания GBR | Великобритания GBR | Великобритания GBR |
| ------------------ | ------------------ | ------------------ |
| №                  | Гонщик             | Место              |
|                    | Вики Томас         |                    |
|                    | Лиза Брамбани      | 10-й               |

| Италия ITA | Италия ITA       | Италия ITA |
| ---------- | ---------------- | ---------- |
| №          | Гонщик           | Место      |
|            | Имельда Кьяппа   | 5-й        |
|            | Роберта Бонаноми | 7-й        |
|            | Мара Мосоле      |            |

| Канада CAN | Канада CAN    | Канада CAN |
| ---------- | ------------- | ---------- |
| №          | Гонщик        | Место      |
|            | Мари-Клод Оде | 6-й        |

| Китай CHN | Китай CHN | Китай CHN |
| --------- | --------- | --------- |
| №         | Гонщик    | Место     |
|           | Ван Ли    |           |

| Норвегия NOR | Норвегия NOR      | Норвегия NOR |
| ------------ | ----------------- | ------------ |
| №            | Гонщик            | Место        |
|              | Астрид Даниельсен | 9-й          |

| США USA | США USA      | США USA |
| ------- | ------------ | ------- |
| №       | Гонщик       | Место   |
|         | Филлис Хайнс | 1-й     |

| СССР URS | СССР URS             | СССР URS |
| -------- | -------------------- | -------- |
| №        | Гонщик               | Место    |
|          | Галина Мацык         | 8-й      |
|          | Любовь Пуговичникова |          |
|          | Ирина Колесникова    |          |
|          | Алла Яковлева        | 3-й      |

| Франция FRA | Франция FRA     | Франция FRA |
| ----------- | --------------- | ----------- |
| №           | Гонщик          | Место       |
|             | Виржиния Лафарг | 2-й         |

| Швейцария SUI | Швейцария SUI    | Швейцария SUI |
| ------------- | ---------------- | ------------- |
| №             | Гонщик           | Место         |
|               | Барбара Ганц     |               |
|               | Эдит Шоненбергер |               |

| Швеция SWE | Швеция SWE   | Швеция SWE |
| ---------- | ------------ | ---------- |
| №          | Гонщик       | Место      |
|            | Марион Левин |            |
|            | Паула Вестер | 4-й        |

| Великобритания GBR | Великобритания GBR | Великобритания GBR |
| ------------------ | ------------------ | ------------------ |
| №                  | Гонщик             | Место              |
|                    | Вики Томас         |                    |
|                    | Лиза Брамбани      | 10-й               |

| Италия ITA | Италия ITA       | Италия ITA |
| ---------- | ---------------- | ---------- |
| №          | Гонщик           | Место      |
|            | Имельда Кьяппа   | 5-й        |
|            | Роберта Бонаноми | 7-й        |
|            | Мара Мосоле      |            |

| Канада CAN | Канада CAN    | Канада CAN |
| ---------- | ------------- | ---------- |
| №          | Гонщик        | Место      |
|            | Мари-Клод Оде | 6-й        |

| Китай CHN | Китай CHN | Китай CHN |
| --------- | --------- | --------- |
| №         | Гонщик    | Место     |
|           | Ван Ли    |           |

| Норвегия NOR | Норвегия NOR      | Норвегия NOR |
| ------------ | ----------------- | ------------ |
| №            | Гонщик            | Место        |
|              | Астрид Даниельсен | 9-й          |

| США USA | США USA      | США USA |
| ------- | ------------ | ------- |
| №       | Гонщик       | Место   |
|         | Филлис Хайнс | 1-й     |

| СССР URS | СССР URS             | СССР URS |
| -------- | -------------------- | -------- |
| №        | Гонщик               | Место    |
|          | Галина Мацык         | 8-й      |
|          | Любовь Пуговичникова |          |
|          | Ирина Колесникова    |          |
|          | Алла Яковлева        | 3-й      |

| Франция FRA | Франция FRA     | Франция FRA |
| ----------- | --------------- | ----------- |
| №           | Гонщик          | Место       |
|             | Виржиния Лафарг | 2-й         |

| Швейцария SUI | Швейцария SUI    | Швейцария SUI |
| ------------- | ---------------- | ------------- |
| №             | Гонщик           | Место         |
|               | Барбара Ганц     |               |
|               | Эдит Шоненбергер |               |

| Швеция SWE | Швеция SWE   | Швеция SWE |
| ---------- | ------------ | ---------- |
| №          | Гонщик       | Место      |
|            | Марион Левин |            |
|            | Паула Вестер | 4-й        |

| Великобритания GBR | Великобритания GBR | Великобритания GBR |
| ------------------ | ------------------ | ------------------ |
| №                  | Гонщик             | Место              |
|                    | Вики Томас         |                    |
|                    | Лиза Брамбани      | 10-й               |

| Италия ITA | Италия ITA       | Италия ITA |
| ---------- | ---------------- | ---------- |
| №          | Гонщик           | Место      |
|            | Имельда Кьяппа   | 5-й        |
|            | Роберта Бонаноми | 7-й        |
|            | Мара Мосоле      |            |

| Канада CAN | Канада CAN    | Канада CAN |
| ---------- | ------------- | ---------- |
| №          | Гонщик        | Место      |
|            | Мари-Клод Оде | 6-й        |

| Китай CHN | Китай CHN | Китай CHN |
| --------- | --------- | --------- |
| №         | Гонщик    | Место     |
|           | Ван Ли    |           |

| Норвегия NOR | Норвегия NOR      | Норвегия NOR |
| ------------ | ----------------- | ------------ |
| №            | Гонщик            | Место        |
|              | Астрид Даниельсен | 9-й          |

| США USA | США USA      | США USA |
| ------- | ------------ | ------- |
| №       | Гонщик       | Место   |
|         | Филлис Хайнс | 1-й     |

| СССР URS | СССР URS             | СССР URS |
| -------- | -------------------- | -------- |
| №        | Гонщик               | Место    |
|          | Галина Мацык         | 8-й      |
|          | Любовь Пуговичникова |          |
|          | Ирина Колесникова    |          |
|          | Алла Яковлева        | 3-й      |

| Франция FRA | Франция FRA     | Франция FRA |
| ----------- | --------------- | ----------- |
| №           | Гонщик          | Место       |
|             | Виржиния Лафарг | 2-й         |

| Швейцария SUI | Швейцария SUI    | Швейцария SUI |
| ------------- | ---------------- | ------------- |
| №             | Гонщик           | Место         |
|               | Барбара Ганц     |               |
|               | Эдит Шоненбергер |               |

| Швеция SWE | Швеция SWE   | Швеция SWE |
| ---------- | ------------ | ---------- |
| №          | Гонщик       | Место      |
|            | Марион Левин |            |
|            | Паула Вестер | 4-й        |

| Великобритания GBR | Великобритания GBR | Великобритания GBR |
| ------------------ | ------------------ | ------------------ |
| №                  | Гонщик             | Место              |
|                    | Вики Томас         |                    |
|                    | Лиза Брамбани      | 10-й               |

| Италия ITA | Италия ITA       | Италия ITA |
| ---------- | ---------------- | ---------- |
| №          | Гонщик           | Место      |
|            | Имельда Кьяппа   | 5-й        |
|            | Роберта Бонаноми | 7-й        |
|            | Мара Мосоле      |            |

| Канада CAN | Канада CAN    | Канада CAN |
| ---------- | ------------- | ---------- |
| №          | Гонщик        | Место      |
|            | Мари-Клод Оде | 6-й        |

| Китай CHN | Китай CHN | Китай CHN |
| --------- | --------- | --------- |
| №         | Гонщик    | Место     |
|           | Ван Ли    |           |

| Норвегия NOR | Норвегия NOR      | Норвегия NOR |
| ------------ | ----------------- | ------------ |
| №            | Гонщик            | Место        |
|              | Астрид Даниельсен | 9-й          |

| США USA | США USA      | США USA |
| ------- | ------------ | ------- |
| №       | Гонщик       | Место   |
|         | Филлис Хайнс | 1-й     |

| СССР URS | СССР URS             | СССР URS |
| -------- | -------------------- | -------- |
| №        | Гонщик               | Место    |
|          | Галина Мацык         | 8-й      |
|          | Любовь Пуговичникова |          |
|          | Ирина Колесникова    |          |
|          | Алла Яковлева        | 3-й      |

| Франция FRA | Франция FRA     | Франция FRA |
| ----------- | --------------- | ----------- |
| №           | Гонщик          | Место       |
|             | Виржиния Лафарг | 2-й         |

| Швейцария SUI | Швейцария SUI    | Швейцария SUI |
| ------------- | ---------------- | ------------- |
| №             | Гонщик           | Место         |
|               | Барбара Ганц     |               |
|               | Эдит Шоненбергер |               |

| Швеция SWE | Швеция SWE   | Швеция SWE |
| ---------- | ------------ | ---------- |
| №          | Гонщик       | Место      |
|            | Марион Левин |            |
|            | Паула Вестер | 4-й        |

## Маршрут
Маршрут гонки состоял из пролога и 5 этапов (один в формате индивидуальной гонки). Пролог и первый этап проводились в один день. Таким образом гонка длилась 5 дней. Старт располагался в Саллель-д’Оде, а финиш в префектуре департамента Од — Каркасоне.
Общая протяжённость дистанции составила почти 300 км.
| Этап   | Дата  | Маршрут                             | type                    | Длина (км) | Победитель    | Лидер генеральной классификации |
| ------ | ----- | ----------------------------------- | ----------------------- | ---------- | ------------- | ------------------------------- |
| Пролог | 3 май | Саллель-д’Од – Саллель-д’Од         | индивидуальная разделка | 3,2        | Барбара Ганц  |                                 |
| 1      | 3 май | Флёри – Флёри                       |                         | 63         | Алла Яковлева |                                 |
| 2      | 4 май | Лёкат – Лёкат                       |                         | 73         | Филлис Хайнс  |                                 |
| 3      | 5 май | Лезиньян-Корбьер – Лезиньян-Корбьер |                         | 73         | Алла Яковлева |                                 |
| 4      | 6 май | Лиму – Лиму                         |                         | 70         | Мари-Клод Оде |                                 |
| 5      | 7 май | Каркасон – Каркасон                 | индивидуальная разделка | 3          | Мари-Клод Оде | Филлис Хайнс                    |

## Ход гонки

### Пролог
| Саллель-д’Од - Саллель-д’Од | индивидуальная разделка | (3,2 км) |

| \| Результаты этапа \| Результаты этапа \| Результаты этапа \| Результаты этапа \| Результаты этапа \| \| Гонщик \| Гонщик \| Команда \| Время \| \| \| ---------------- \| ---------------- \| ---------------- \| ---------------- \| ---------------- \| \| 1-й \| Барбара Ганц \| Швейцария \| \| \| \| 2-й \| Эдит Шоненбергер \| Швейцария \| \| \| \| 3-й \| Марион Левин \| Швеция \| \| \| |                  |           |       |
| |                  |           |       |
| |                  |           |       |
| Результаты этапа |                  |           |       |
| Гонщик | Гонщик           | Команда   | Время |
| 1-й | Барбара Ганц     | Швейцария |       |
| 2-й | Эдит Шоненбергер | Швейцария |       |
| 3-й | Марион Левин     | Швеция    |       |

| \| Генеральная классификация \| Генеральная классификация \| Генеральная классификация \| Генеральная классификация \| Генеральная классификация \| \| Гонщик \| Гонщик \| Команда \| Время \| \| \| ------------------------- \| ------------------------- \| ------------------------- \| ------------------------- \| ------------------------- \| |        |         |       |
| |        |         |       |
| |        |         |       |
| Генеральная классификация |        |         |       |
| Гонщик | Гонщик | Команда | Время |

### Этап 1
| Флёри - Флёри |  | (63 км) |

| \| Результаты этапа \| Результаты этапа \| Результаты этапа \| Результаты этапа \| Результаты этапа \| \| Гонщик \| Гонщик \| Команда \| Время \| \| \| ---------------- \| ---------------- \| ---------------- \| ---------------- \| ---------------- \| \| 1-й \| Алла Яковлева \| СССР \| \| \| \| 2-й \| Вики Томас \| Великобритания \| \| \| \| 3-й \| Ван Ли \| Китай \| \| \| |               |                |       |
| |               |                |       |
| |               |                |       |
| Результаты этапа |               |                |       |
| Гонщик | Гонщик        | Команда        | Время |
| 1-й | Алла Яковлева | СССР           |       |
| 2-й | Вики Томас    | Великобритания |       |
| 3-й | Ван Ли        | Китай          |       |

| \| Генеральная классификация \| Генеральная классификация \| Генеральная классификация \| Генеральная классификация \| Генеральная классификация \| \| Гонщик \| Гонщик \| Команда \| Время \| \| \| ------------------------- \| ------------------------- \| ------------------------- \| ------------------------- \| ------------------------- \| |        |         |       |
| |        |         |       |
| |        |         |       |
| Генеральная классификация |        |         |       |
| Гонщик | Гонщик | Команда | Время |

### Этап 2
| Лёкат - Лёкат |  | (73 км) |

| \| Результаты этапа \| Результаты этапа \| Результаты этапа \| Результаты этапа \| Результаты этапа \| \| Гонщик \| Гонщик \| Команда \| Время \| \| \| ---------------- \| ---------------- \| ---------------- \| ---------------- \| ---------------- \| \| 1-й \| Филлис Хайнс \| США \| \| \| \| 2-й \| Мара Мосоле \| Италия \| \| \| \| 3-й \| Ван Ли \| Китай \| \| \| |              |         |       |
| |              |         |       |
| |              |         |       |
| Результаты этапа |              |         |       |
| Гонщик | Гонщик       | Команда | Время |
| 1-й | Филлис Хайнс | США     |       |
| 2-й | Мара Мосоле  | Италия  |       |
| 3-й | Ван Ли       | Китай   |       |

| \| Генеральная классификация \| Генеральная классификация \| Генеральная классификация \| Генеральная классификация \| Генеральная классификация \| \| Гонщик \| Гонщик \| Команда \| Время \| \| \| ------------------------- \| ------------------------- \| ------------------------- \| ------------------------- \| ------------------------- \| |        |         |       |
| |        |         |       |
| |        |         |       |
| Генеральная классификация |        |         |       |
| Гонщик | Гонщик | Команда | Время |

### Этап 3
| Лезиньян-Корбьер - Лезиньян-Корбьер |  | (73 км) |

| \| Результаты этапа \| Результаты этапа \| Результаты этапа \| Результаты этапа \| Результаты этапа \| \| Гонщик \| Гонщик \| Команда \| Время \| \| \| ---------------- \| ---------------- \| ---------------- \| ---------------- \| ---------------- \| \| 1-й \| Алла Яковлева \| СССР \| \| \| \| 2-й \| Имельда Кьяппа \| Италия \| \| \| \| 3-й \| Паула Вестер \| Швеция \| \| \| |                |         |       |
| |                |         |       |
| |                |         |       |
| Результаты этапа |                |         |       |
| Гонщик | Гонщик         | Команда | Время |
| 1-й | Алла Яковлева  | СССР    |       |
| 2-й | Имельда Кьяппа | Италия  |       |
| 3-й | Паула Вестер   | Швеция  |       |

| \| Генеральная классификация \| Генеральная классификация \| Генеральная классификация \| Генеральная классификация \| Генеральная классификация \| \| Гонщик \| Гонщик \| Команда \| Время \| \| \| ------------------------- \| ------------------------- \| ------------------------- \| ------------------------- \| ------------------------- \| |        |         |       |
| |        |         |       |
| |        |         |       |
| Генеральная классификация |        |         |       |
| Гонщик | Гонщик | Команда | Время |

### Этап 4
| Лиму - Лиму |  | (70 км) |

| \| Результаты этапа \| Результаты этапа \| Результаты этапа \| Результаты этапа \| Результаты этапа \| \| Гонщик \| Гонщик \| Команда \| Время \| \| \| ---------------- \| ----------------- \| ---------------- \| ---------------- \| ---------------- \| \| 1-й \| Мари-Клод Оде \| Канада \| \| \| \| 2-й \| Ирина Колесникова \| СССР \| \| \| \| 3-й \| Филлис Хайнс \| США \| \| \| |                   |         |       |
| |                   |         |       |
| |                   |         |       |
| Результаты этапа |                   |         |       |
| Гонщик | Гонщик            | Команда | Время |
| 1-й | Мари-Клод Оде     | Канада  |       |
| 2-й | Ирина Колесникова | СССР    |       |
| 3-й | Филлис Хайнс      | США     |       |

| \| Генеральная классификация \| Генеральная классификация \| Генеральная классификация \| Генеральная классификация \| Генеральная классификация \| \| Гонщик \| Гонщик \| Команда \| Время \| \| \| ------------------------- \| ------------------------- \| ------------------------- \| ------------------------- \| ------------------------- \| |        |         |       |
| |        |         |       |
| |        |         |       |
| Генеральная классификация |        |         |       |
| Гонщик | Гонщик | Команда | Время |

### Этап 5
| Каркасон - Каркасон | индивидуальная разделка | (3 км) |

| \| Результаты этапа \| Результаты этапа \| Результаты этапа \| Результаты этапа \| Результаты этапа \| \| Гонщик \| Гонщик \| Команда \| Время \| \| \| ---------------- \| -------------------- \| ---------------- \| ---------------- \| ---------------- \| \| 1-й \| Мари-Клод Оде[3] \| Канада \| 4' 14 \| \| \| 2-й \| Паула Вестер \| Швеция \| \| \| \| 3-й \| Любовь Пуговичникова \| СССР \| + 2 \| \| \| 6-й \| Алла Яковлева \| СССР \| + \| \| |                      |         |       |
| |                      |         |       |
| |                      |         |       |
| Результаты этапа |                      |         |       |
| Гонщик | Гонщик               | Команда | Время |
| 1-й | Мари-Клод Оде        | Канада  | 4' 14 |
| 2-й | Паула Вестер         | Швеция  |       |
| 3-й | Любовь Пуговичникова | СССР    | + 2   |
| 6-й | Алла Яковлева        | СССР    | +     |

## Лидеры классификаций
| Этап   |                         | Победитель _  | Генеральная классификация _ | Очковая _      | Горная _       | Командная по времени _ |
| ------ | ----------------------- | ------------- | --------------------------- | -------------- | -------------- | ---------------------- |
| Пролог | индивидуальная разделка | Барбара Ганц  | не определялся              | не определялся | не определялся | не определялся         |
| 1      |                         | Алла Яковлева | не определялся              | не определялся | не определялся | не определялся         |
| 2      |                         | Филлис Хайнс  | не определялся              | не определялся | не определялся | не определялся         |
| 3      |                         | Алла Яковлева | не определялся              | не определялся | не определялся | не определялся         |
| 4      |                         | Мари-Клод Оде | не определялся              | не определялся | не определялся | не определялся         |
| 5      | индивидуальная разделка | Мари-Клод Оде | Филлис Хайнс                | Алла Яковлева  | Имельда Кьяппа | Швеция                 |
| Итог   | Итог                    |               | Филлис Хайнс                | Алла Яковлева  | Имельда Кьяппа | Швеция                 |

## Итоговое положение
| \| Генеральная классификация \| Генеральная классификация \| Генеральная классификация \| Генеральная классификация \| Генеральная классификация \| \| Гонщик \| Гонщик \| Команда \| Время \| \| \| ------------------------- \| ------------------------- \| ------------------------- \| ------------------------- \| ------------------------- \| \| 1-й \| Филлис Хайнс \| США \| \| \| \| 2-й \| Виржиния Лафарг \| Франция \| \| \| \| 3-й \| Алла Яковлева \| СССР \| \| \| \| 4-й \| Паула Вестер \| Швеция \| \| \| \| 5-й \| Имельда Кьяппа \| Италия \| \| \| \| 6-й \| Мари-Клод Оде \| Канада \| \| \| \| 7-й \| Роберта Бонаноми \| Италия \| \| \| \| 8-й \| Галина Мацык \| СССР \| \| \| \| 9-й \| Астрид Даниельсен \| Норвегия \| \| \| \| 10-й \| Лиза Брамбани \| Великобритания \| \| \| |                   |                |       |
| |                   |                |       |
| |                   |                |       |
| Генеральная классификация |                   |                |       |
| Гонщик | Гонщик            | Команда        | Время |
| 1-й | Филлис Хайнс      | США            |       |
| 2-й | Виржиния Лафарг   | Франция        |       |
| 3-й | Алла Яковлева     | СССР           |       |
| 4-й | Паула Вестер      | Швеция         |       |
| 5-й | Имельда Кьяппа    | Италия         |       |
| 6-й | Мари-Клод Оде     | Канада         |       |
| 7-й | Роберта Бонаноми  | Италия         |       |
| 8-й | Галина Мацык      | СССР           |       |
| 9-й | Астрид Даниельсен | Норвегия       |       |
| 10-й | Лиза Брамбани     | Великобритания |       |